# Moritz Auffenberg von Komarow
Moritz Friedrich Josef Eugen Freiherr Auffenberg von Komarów (Troppau, 22. svibnja 1852. – Beč, 18. svibnja 1928.) je bio austrougarski general i vojni zapovjednik. Tijekom Prvog svjetskog rata zapovijedao je 4. armijom na Istočnom bojištu.

## Vojna karijera
Moritz Auffenberg rođen je 22. svibnja 1852. u Troppau u austrijskom dijelu Šleske. U vojsku je stupio s 19. godina, te je pohađao Terezijansku vojnu akademiju u Bečkom Novom Mjestu koju je završio 1877. godine. Nakon toga 1878. sudjeluje u okupaciji Bosne i Hercegovine, dok od 1880. s činom satnika služi kao stožerni časnik u Glavnom stožeru. Godine 1900. zapovijeda sa 65. pješačkom pukovnijom, dok 1905. preuzima zapovjedništvo nad 36. pješačkom divizijom kada je unaprijeđen u čin general bojnika. Navedenom divizijom zapovijeda dvije godine, do 1907., kada postaje glavnim inspektorom za obuku časnika, nakon čega 1909. dobiva zapovjedništvo nad XV. korpusom sa sjedištem u Sarajevu.
Godine 1910. promaknut je u generala pješaštva. Kao stručnjak za mađarsko i južnoslavensko pitanje u monarhiji, zadobiva povjerenje prijestolonasljednika nadvojvode Franje Ferdinanda na čiju inicijativu je 1911., uz ne preveliku podršku cara Franje Josipa, imenovan ministrom rata. Na dužnosti ministra rata povećao je vojni proračun, te je pokušao je reformirati vojsku nabavljajući nova oružja, posebice topništvo. Dužnost ministra rata Auffenberg je obavljao nešto više od godine dana kada ga je car Franjo Josip, nezadovoljan njegovim radom, smijenio, te zamijenio s Alexanderom von Krobatinom. Car je Auffenberga želio i umiroviti, ali je na intervenciju Conrada, koji se vratio na mjesto načelnika Glavnog stožera, imenovan Glavnim inspektorom austrougarske vojske koju dužnost je obavljao do početka Prvog svjetskog rata.  

## Prvi svjetski rat
Na početku Prvog svjetskog rata Auffenberg postaje zapovjednikom 4. armije koja se nalazila na Istočnom bojištu. Prema Conradovu planu 4. armija je zajedno s 1. armijom
pod zapovjedništvom Viktora Dankla trebala prijeći rijeku San, zauzeti Lubin i Brest, te zajedno s njemačkim snagama okružiti rusku vojsku u čitavoj ruskoj Poljskoj. Auffenberg se napredujući sukobio s ruskom 5. armijom pod zapovjedništvom Pavela Plehvea koju je porazio u Bitci kod Komarowa zarobivši pritom 20.000 ruskih vojnika. 
Nakon toga Auffenberg je s 4. armijom skrenuo prema jugu kako bi pomogao 3. armiji koja je u Bitci na Gnjiloj Lipi pretrpjela teške gubitke. Navedeno je međutim stvorilu prazninu između 4. i 1. armije što je brzo iskoristila ruska 3. armija. U Bitci kod Rava-Ruske Auffenberg je teško poražen. Jedva izbjegavši opkoljavanje prisiljen je na ponižavajuće povlačenje preko Karpata uz velike gubitke u ljudstvu i tehnici.
Auffenberg je okrivljen za poraz i smijenjen s mjesta zapovjednika 4. armije, te do kraja rata nije dobio novo zapovjedništvo. Usprkos tome, 25. travnja 1915. od strane cara uzdignut je u baruna, te mu je dodijeljena titula "von Komarow". Ubrzo nakon dodjele titule, u svibnju 1915., Auffenberg je uhićen i optužen da je za vrijeme dok je bio ministar rata svojemu prijatelju Christianu Frechu odao povjerljivu informaciju da će vojska kupiti veliku količinu granata od tvornice Škoda, koju informaciju je Frech kapitalizirao na burzi. Auffenbergu je suđeno, ali je od optužbi oslobođen.

## Poslije rata
Nakon završetka rata Auffenberg se posvetio znanstvenom radu. Objavio je dvije autobiografije, te više radova o austrougarskoj vojsci kao i onih političke tematike. Preminuo je 18. svibnja 1928. godine u 76. godini života u Beču.

## Vanjske poveznice
(eng.) Moritz Auffenberg von Komarow na stranici Firstworldwar.com

(eng.) Moritz Auffenberg von Komarow na stranici Oocities.org

(rus.) Moritz Auffenberg von Komarow na stranici Hrono.ru

(njem.) Moritz Auffenberg von Komarow na stranici Deutsche-biographie.de
| Prethodnik: | Zapovjednik 4. armije Moritz von Auffenberg | Nasljednik:     |
| nitko       | Zapovjednik 4. armije Moritz von Auffenberg | Josef Ferdinand |